# دائرة البرج
دائرة البرج هي إحدى دوائر ولاية معسكر الجزائرية.